# Ruder-Weltmeisterschaften 1979
Die Ruder-Weltmeisterschaften 1979 wurden vom 4. bis 9. September 1979 auf dem Bleder See in Bled (Jugoslawien, heute Slowenien) unter dem Regelwerk des Weltruderverbandes (FISA) ausgetragen. In 18 Bootsklassen wurden dabei Ruder-Weltmeister ermittelt.

## Ergebnisse
Hier sind die Medaillengewinner aus den A-Finals aufgelistet. Diese waren mit sechs Booten besetzt, die sich über Vor- und Hoffnungsläufe sowie Halbfinals für das Finale qualifizieren mussten. Die Streckenlänge betrug in allen Läufen der Männer 2000 Meter, in allen Läufen der Frauen 1000 Meter.

### Männer
| Bootsklasse                                  | Gold | Gold    | Silber | Silber  | Bronze | Bronze  |
| -------------------------------------------- | --- | ------- | --- | ------- | --- | ------- |
| Einer (M1x)                                  | Finnland Pertti Karppinen | 6:58,27 | BR Deutschland Peter-Michael Kolbe | 7:04,60 | Deutsche Demokratische Republik Rüdiger Reiche | 7:06,55 |
| Leichtgewichts-Einer (LM1x)                  | Vereinigte Staaten William Belden | 7:19,96 | Kanada Brian Thorne | 7:21,78 | Österreich Raimund Haberl | 7:25,02 |
| Doppelzweier (M2x)                           | Norwegen Frank Hansen Alf Hansen | 6:26,98 | Tschechoslowakei Zdeněk Pecka Václav Vochoska | 6:30,46 | Deutsche Demokratische Republik Uwe Heppner Martin Winter | 6:32,01 |
| Leichtgewichts-Doppelzweier (LM2x)           | Norwegen Arne Gilje Pal Boernick | 6:38,08 | Niederlande Harald Punt Roel Michels | 6:44,15 | Italien Mauro Torta Romano Uberti | 6:45,90 |
| Doppelvierer (M4x)                           | Deutsche Demokratische Republik Peter Kersten Klaus Kröppelien Karl-Heinz Bußert Joachim Dreifke | 5:50,70 | BR Deutschland Albert Hedderich Raimund Hörmann Dieter Wiedenmann Michael Dürsch                                                                     | 5:54,16 | Frankreich Christian Marquis Jean-Raymond Peltier Charles Imbert Roland Weill | 5:57,80 |
| Zweier ohne Steuermann (M2-)                 | Deutsche Demokratische Republik Jörg Landvoigt Bernd Landvoigt | 6:42,63 | Sowjetunion Juri Pimenow Nikolai Pimenow | 6:45,76 | Schweiz Hans-Konrad Trümpler Stefan Netzle | 6:48,67 |
| Zweier mit Steuermann (M2+)                  | Deutsche Demokratische Republik Gert Uebeler Jürgen Pfeiffer Georg Spohr (Stm.) | 7:06,35 | Tschechoslowakei Milan Škopek Josef Plaminek Oldřich Hejdušek (Stm.)                                                                                 | 7:06,95 | Vereinigte Staaten Mark Borchelt Fred Borchelt Christopher Wells (Stm.) | 7:09,90 |
| Vierer ohne Steuermann (M4-)                 | Deutsche Demokratische Republik Wolfgang Mager Stefan Semmler Andreas Decker Siegfried Brietzke | 6:00,64 | Tschechoslowakei Lubomír Zapletal Josef Neštický Jiří Prudil Vojtěch Caska                                                                           | 6:05,30 | Vereinigtes Königreich John Beattie Ian McNuff David Townsend Martin Cross | 6:06,65 |
| Leichtgewichts-Vierer ohne Steuermann (LM4-) | Vereinigtes Königreich Ian Wilson Stuart Wilson Colin Barratt Nicholas Howe | 6:23,46 | Niederlande Peter van Berkel Willem Appeldoorn Richard Helsloot Paul Paulsen                                                                         | 6:23,99 | Schweiz Reto Wyss Thomas von Weissenfluh Pierre Zentner Pierre Kovacs | 6:25,12 |
| Vierer mit Steuermann (M4+)                  | Deutsche Demokratische Republik Bernd Schlufter Walter Dießner Jens Doberschütz Ullrich Dießner Werner Lutz (Stm.) | 6:27,24 | Sowjetunion Artūrs Garonskis Dzintars Krišjānis Dimants Krišjānis Žoržs Tikmers Juris Bērziņš (Stm.)                                                 | 6:29,23 | BR Deutschland Andreas Görlich Frank Schütze Wolfram Thiem Wolf-Dietrich Oschlies Manfred Klein (Stm.)                                                                            | 6:31,32 |
| Achter (M8+)                                 | Deutsche Demokratische Republik Dietmar Schiller Jörg Friedrich Werner Wenzel Friedrich-Wilhelm Ulrich Bernd Höing Ulrich Karnatz Bernd Krauß Ortwin Rodewald Klaus-Dieter Ludwig (Stm.)                                                          | 5:36,41 | Neuseeland Grant McAuley Anthony Brook Timothy Logan Gregory Johnston Conrad Robertson Peter Jansen Mark James Robert Robinson Alan Cotter (Stm.)    | 5:39,92 | Sowjetunion Wiktor Kakoschyn Igor Maistrenko Oleksandr Manzewytsch Witali Moroz Andrei Ruditsin Oleksandr Tkatschenko Andrij Tyschtschenko Andrej Luhin Hryhorij Dmytrenko (Stm.) | 5:40,69 |
| Leichtgewichts-Achter (LM8+)                 | Spanien Francisco Goicoechea García Luis Arteaga Leon Jaime Uriarte García José Antonio Expósito Sánchez Antonio Elizalde Aldabaldetrecu Dionisio Redondo González Javier Puertas Cabezudo Fernando Climent Huerta Pedro Olasagasti Arruti (Stm.) | 5:53,10 | Vereinigte Staaten Stephen Schmitt Scott Strong Thomas Phillips Jeff Kroesen Craig Drake John Fletcher Bryan Lewis William Bater Robert Brody (Stm.) | 5:53,28 | Niederlande Mark Emke Henk van der Kwast Hans Pieterman Hans Lycklama Hans Povel Bert van Baal Rob Uilenbroek Ron Velthuis Gelle Klein Ikkink (Stm.)                              | 5:55,06 |

### Frauen
| Bootsklasse                        | Gold | Gold    | Silber | Silber  | Bronze | Bronze  |
| ---------------------------------- | --- | ------- | --- | ------- | --- | ------- |
| Einer (W1x)                        | Rumänien Sanda Toma | 3:35,44 | Deutsche Demokratische Republik Martina Schröter | 3:38,67 | Niederlande Hette Borrias | 3:39,61 |
| Doppelzweier (W2x)                 | Deutsche Demokratische Republik Cornelia Linse Heidi Westphal | 3:15,95 | Bulgarien Swetla Ozetowa Sdrawka Jordanowa | 3:16,31 | Rumänien Valeria Răcilă Olga Homeghi | 3:17,68 |
| Doppelvierer mit Steuerfrau (W4x+) | Deutsche Demokratische Republik Sybille Tietze Christine Röpke Jutta Lau Roswietha Reichel Liane Buhr (Stf.)                                                               | 3:06,75 | Bulgarien Anka Bakowa Dolores Nakowa Rumeljana Bontschewa Mariana Serbesowa Ani Filipowa (Stf.)                                                                  | 3:07,04 | Rumänien Maria Moșneagu Aneta Mihaly Sofia Corban Veronica Juganaru Elena Giurcă (Stf.)                                                                    | 3:08,06 |
| Zweier ohne Steuerfrau (W2-)       | Deutsche Demokratische Republik Ute Steindorf Cornelia Bügel | 3:27,74 | Rumänien Florica Silaghi Elena Oprea | 3:30,44 | Polen Małgorzata Dłużewska Czesława Kościańska | 3:32,30 |
| Vierer mit Steuerfrau (W4+)        | Sowjetunion Walentina Semenowa Swetlana Semjonowa Galina Stepanowa Marija Fadejewa Nina Tscheremissina (Stf.)                                                              | 3:17,03 | Deutsche Demokratische Republik Marita Sandig Ute Skorupski Angelika Noack Kersten Neisser Kirsten Wenzel (Stf.)                                                 | 3:18,25 | Rumänien Georgeta Militaru-Mașca Florica Silaghi Maria Fricioiu Elena Avram Aneta Matei (Stf.)                                                             | 3:19,98 |
| Achter (W8+)                       | Sowjetunion Nina Preobraschenska Tatjana Bunjak Nadeschda Dergatschenko Walentina Jermakowa Marija Pasjun Olena Teroschyna Nina Umanez Olha Pywowarowa Nina Frolowa (Stf.) | 2:58,09 | Deutsche Demokratische Republik Martina Boesler Silvia Fröhlich Petra Köhler Jutta Raeck Renate Neu Ilona Richter Ramona Kapheim Karin Metze Marina Wilke (Stf.) | 2:59,36 | Vereinigte Staaten Carol Brown Carol Bower Susan Tuttle Jeanne Flanagan Patricia Brink Patricia Spratlen Janet Harville Mary O’Connor Hollis Hatton (Stf.) | 2:59,91 |

## Medaillenspiegel
| Platz | Land                            | Gold | Silber | Bronze | Gesamt |
| ----- | ------------------------------- | ---- | ------ | ------ | ------ |
| 1     | Deutsche Demokratische Republik | 9    | 3      | 2      | 14     |
| 2     | Sowjetunion                     | 2    | 2      | 1      | 5      |
| 3     | Norwegen                        | 2    |        |        | 2      |
| 4     | Rumänien                        | 1    | 1      | 3      | 5      |
| 5     | Vereinigte Staaten              | 1    | 1      | 2      | 4      |
| 6     | Vereinigtes Königreich          | 1    |        | 1      | 2      |
| 7     | Spanien                         | 1    |        |        | 1      |
| 7     | Finnland                        | 1    |        |        | 1      |
| 9     | Tschechoslowakei                |      | 3      |        | 3      |
| 10    | Niederlande                     |      | 2      | 2      | 4      |
| 11    | BR Deutschland                  |      | 2      | 1      | 3      |
| 12    | Bulgarien                       |      | 2      |        | 2      |
| 13    | Kanada                          |      | 1      |        | 1      |
| 13    | Neuseeland                      |      | 1      |        | 1      |
| 15    | Schweiz                         |      |        | 2      | 2      |
| 16    | Österreich                      |      |        | 1      | 1      |
| 16    | Frankreich                      |      |        | 1      | 1      |
| 16    | Italien                         |      |        | 1      | 1      |
| 16    | Polen                           |      |        | 1      | 1      |
| Summe | Summe                           | 18   | 18     | 18     | 54     |